# جاده ئی۶۵۱ اروپا
جاده ئی۶۵۱ اروپا (به انگلیسی: European route E651) یکی از جاده‌های درجه ۲ قاره اروپا است.
این جاده که در کشور اتریش قرار دارد از شهر آلتنمارکت ایم پونگاو شروع شده و در شهر لیزن به پایان می‌رسد.